# Concerto pour violoncelle de Prokofiev
Le Concerto pour violoncelle de Prokofiev en mi mineur, op.58 est un concerto pour violoncelle et orchestre du compositeur russe Serge Prokofiev. Sa composition s'étend de 1933 à Paris à 1938. Il fut créé le 26 novembre 1938 à Moscou sous la direction d'Alexandre Melik-Pachaiev. En raison d'un accueil très mitigé Prokofiev remania l'œuvre en 1940 puis utilisa une partie importante du matériau thématique dans sa Symphonie concertante.

## Analyse de l'œuvre
1. Andante
2. Allegro giusto
3. Thème et variations

- Durée d'exécution : environ trente sept minutes

## Instrumentation
- deux flûtes, deux hautbois, deux clarinettes, deux bassons, deux cors, deux trompettes, trois trombones, timbales, instruments de percussion, cordes.

## Discographie
| Année | Violoncelliste     | Chef d'orchestre | Orchestre                                    | Label            |
| ----- | ------------------ | ---------------- | -------------------------------------------- | ---------------- |
| 1954  | Roger Albin        | Rudolf Albert    | Orchestre Des Cento Soli                     |                  |
| 1956  | János Starker      | Walter Susskind  | Philharmonia Orchestra                       | EMI Classics     |
| 1972  | Christine Walevska | Eliahu Inbal     | Orchestre national de l'Opéra de Monte-Carlo | Philips          |
| 2000  | Alexander Ivashkin | Valeri Polyansky | Russian State Symphony Orchestra             | Chandos Records  |
| 2008  | Alban Gerhardt     | Andrew Litton    | Bergen Philharmonic Orchestra                | Hyperion Records |
| 2015  | Steven Isserlis    | Paavo Järvi      | Frankfurt Radio Symphony Orchestra           | Hyperion Records |